# Le Glèbe
Le Glèbe es una localidad de Suiza situada en la comuna de Guibloux, en el cantón de Friburgo.
Fue una comuna independiente hasta el 1 de enero de 2016, en que se fusionó con las comunas de Corpataux-Magnedens, Farvagny, Rossens y Vuisternens-en-Ogoz para formar la nueva comuna de Guibloux.